# Henrik Nylund
Henrik Nylund, född 16 juni 1945 i Föglö, död där 1 mars 1982, var en åländsk konstnär och politiker. 
Nylund var verksam som bibliotekarie i hemkommunen Föglö och skrev satiriska revyer som med stor framgång uppfördes av unga amatörer. I sitt måleri, visat på flera utställningar, ville han fånga skärgårdens väsen, antingen genom känsligt återgivna landskapsbilder i utskärsmiljö eller genom minutiösa detaljstudier av växter och ägg. Närheten till motiven, inte minst stenars yta, gav ibland hans oljemålningar och akvareller en abstrakt prägel. Länge arbetade han med den specialbeställda bildserien Skötbåt som följde bilfärjan M/S Estonia, tidigare M/S Viking Sally, i djupet natten till den 28 september 1994.
Nylund var även politiskt verksam som landstingsledamot för Liberalerna på Åland, ledde Ålands konstförening och spelade en central roll när den till en början läsarägda tidningen Nya Åland grundades. Till hans minne bildades föreningen Skärgårdskultur och Konstnären Henrik Nylunds fond för skärgårdskultur, som numera förvaltas av Ålands kulturstiftelse.